# Calea ferată Lhasa

Calea ferată Lhasa

 Calea ferată Lhasa sau  Calea ferată Qinghai-Tibet face legătura dintre Xining, capitala provinciei chineze Qinghai, și Lhasa, capitala provinciei autonome Tibet. O călătorie durează 12 ore, iar din Pekin 48 de ore, și costă ca. 40 Euro, și 20 Euro pentru copii sub 1,40 m înălțime. Calea ferată Tibet este cea mai înaltă cale ferată din lume, cu lungimea de 1956 km, și altitudinea de  maximă 5.072 m deasupra n.m.
Calea ferată Lhasa depășește altitutidinea căii ferate din Anzii Peruani (4.817 m). Pe traseul căii ferate se află gara Tanggulla (5.068 m), ca și tunelul cel mai înalt din lume (4.905 m). Tronsonul dintre Golmud și Lhasa are o lungime de 960 km și o altitudine ce depășește 4.000 m. O porțiune de 42 km (între Golmud și Nanshankou) a fost construită în anul 1984, iar restul de 1100 km a fost terminat între anii 2000 - 2006. Deschiderea oficială a căii ferate a avut loc la data de 3 iulie 2006, în cinstea zilei de 1 iulie 2006, când a avut loc aniversarea a 85 de ani de la înființarea Partidului Comunist Chinez.

## Vezi si
- Listă de superlative geografice